# ジョシュ・テイラー 対 ホセ・カルロス・ラミレス戦
ジョシュ・テイラー 対 ホセ・カルロス・ラミレス戦（ジョシュ・テイラー たい ホセ・カルロス・ラミレスせん）は、2021年5月22日、アメリカ合衆国ラスベガスのヴァージン・シアターで開催されたプロボクシングの試合。WBA・IBF世界スーパーライト級王者のテイラーとWBC・WBO世界スーパーライト級王者のラミレスが行う4団体王座統一戦。通算で4回目となる4団体統一戦となり、スーパーライト級ではテレンス・クロフォード 対 ジュリアス・インドンゴ戦に続く2度目となる4団体王座統一戦となった。

## 試合成立まで
2020年9月26日、ロンドンのヨーク・ホールでテイラーがIBF世界スーパーライト級1位の指名挑戦者ドウヌア・サックリンと対戦し、初回2分41秒KO勝ちを収めIBF王座は2度目、WBAスーパー王座は初防衛に成功した。試合後、テイラーは次戦でラミレスとの4団体王座統一戦を希望するも、この時点でラミレスはWBOより指名試合を通達されていた。
2020年10月10日、WBO世界スーパーライト級1位で指名挑戦権を持つジャック・カテラルが、権利行使を保留して挑戦を待つことに合意したことをカテラルをプロモートするフランク・ウォーレンが表明し、テイラーvsラミレス戦への実現に向けて前進した形となった。
2021年1月31日、トップランクのボブ・アラムが、テイラーvsラミレスの4団体王座統一戦を2021年5月に計画していることをESPNのインタビューで明らかにした。
2021年3月2日、トップランク社は5月22日にテイラーvsラミレス戦を開催することを発表、4月19日に試合会場がヴァージン・シアターになることが発表された。
2021年5月10日、最終調整に入っていたラミレスが、ブックメーカーが出しているオッズにて自身が不利予想となっていることに関して「雑音は耳に入れない」と不利予想を一蹴した。
2021年5月21日、前日計量が行われ両者とも139ポンドで一発で計量をパスした。
2021年5月22日、ヴァージン・シアターで行われたWBA・WBC・IBF・WBO世界スーパーライト級王座統一戦に於いて、テイラーが12回3-0（114-112×3）の判定勝ちを収め4団体統一に成功した。